# Marcelino Pascua
Marcelino Pascua Martínez (Valladolid, 14 de junio de 1897-Ginebra, 14 de junio de 1977) fue un médico y diplomático español. Miembro del PSOE, se desempeñó como embajador de la Segunda República ante la Unión Soviética y Francia durante la guerra civil española. 

## Biografía
Marcelino Pascua nació en la ciudad de Valladolid, donde realizó sus primeros estudios, partiendo luego a Madrid a seguir la carrera de Medicina gracias a una beca de la Institución Libre de Enseñanza, se doctoró en 1925. Se había afiliado al movimiento socialista desde 1919, pero renunció a éste tras postular el ingreso del PSOE a la Internacional Comunista en 1921. 
Pascua amplió estudios de medicina en Estados Unidos y en Gran Bretaña con becas de la Fundación Rockefeller, y en 1927 comenzó a trabajar en el "Instituto Antipalúdico" de Navalmoral de la Mata (Cáceres) siendo luego designado profesor de Higiene en la facultad de medicina de la Universidad Central de Madrid. Tras la caída de la dictadura de Primo de Rivera, Pascua reingresó en el PSOE y en las Cortes Constituyentes de 1931 fue elegido diputado por dicho partido en representación de Las Palmas. El 16 de abril de 1931, apenas dos días después de proclamada la Segunda República, fue nombrado director general de Sanidad, cargo que mantuvo hasta 1933. También fue vocal del Patronato de las Misiones Pedagógicas.
La labor de Pascua al frente de la Dirección General de Sanidad fue muy prolífica y abarcó diferentes campos: desde la reforma de la administración y la mejora de la capacitación técnica y la formación de los profesionales de la salud pública a la publicación de normas y recomendaciones de higiene alimentaria, en el trabajo o rural, pasando por disposiciones legales sobre los métodos de tratamiento a los pacientes en los establecimientos psiquiátricos o la construcción de establecimientos de atención primaria (dispensarios) en el medio rural o especializados (sanatorios para tuberculosos). Su intención de sentar las bases para crear un sistema público de salud (que intentarían continuar otros gobiernos de la República, incluso durante la Guerra Civil) chocó sin embargo con la oposición de sectores como los profesionales médicos y farmacéuticos, lo que le llevaría a dimitir en 1933.
Tras estallar la guerra, Pascua fue designado el 21 de septiembre de 1936 como embajador español en la Unión Soviética. En Moscú firmó con las autoridades soviéticas el acta de recepción y depósito del oro del Banco de España que fue depositado por el gobierno de la II República en la URSS (más conocido como el "Oro de Moscú"), según las instrucciones del gobierno de Francisco Largo Caballero, para su conversión en divisas con las que hacer frente a los pagos que requirieran las compras de armas y suministros. Posteriormente fue encargado por los sucesivos gobiernos republicanos de gestionar envíos de armamento soviético a la República, logrando tener un acceso relativamente fácil a las máximas autoridades de la URSS. De hecho, Pascua fue de los pocos embajadores extranjeros que llegó a entrevistarse personalmente con Stalin.
Tras la salida de Indalecio Prieto del Ministerio de Defensa el 5 de abril de 1938 y la asunción de sus funciones por el presidente del gobierno republicano, Juan Negrín, Pascua es designado embajador de la República Española en París el 11 de abril de ese mismo año, siendo también nombrado presidente de la "Comisión Especial de Hacienda" responsable de la custodia o venta de los bienes en posesión de la República que fueran convertibles en divisas. Conforme se acercaba el fin de la guerra, se encargó de gestionar la recepción de las principales autoridades republicanas que huían a Francia ante el triunfo del bando sublevado, abandonando el cargo de embajador en cuanto el gobierno francés reconoció al régimen franquista. 
Tras la guerra, Pascua se exilió a Puerto Rico y luego a los Estados Unidos, donde impartió clases en la Universidad Johns Hopkins de Baltimore. Si bien continuó integrado en el PSOE, Pascua no participó activamente en la vida política de la República en el exilio, consagrándose a sus actividades profesionales. Fue designado funcionario de la Organización Mundial de la Salud (OMS) en Ginebra hasta su jubilación en 1957, tras la cual se estableció definitivamente en Suiza, tras una breve permanencia en Chile en 1958. Pascua fue autor de un manual de metodología bioestadística publicado en 1965 y logró visitar España en 1975, pasando por Valladolid, Madrid, Alicante y Barcelona. Murió en Ginebra en 1977. A su muerte, su fondo documental  (entre el que se incluía una importante documentación relativa al envío de oro a la Unión Soviética) fue donado al Estado español.